# 区声白
区声白（1892年—1945年后？），笔名列悲、三泊，广东省南海县人，近代中国无政府主义运动的重要人物。区声白为中共早期组织广东共产党的创建者、《国际歌》最早的中译者，其曾于1921年同中共领导人陈独秀展开“无政府主义的论战”。

## 生平

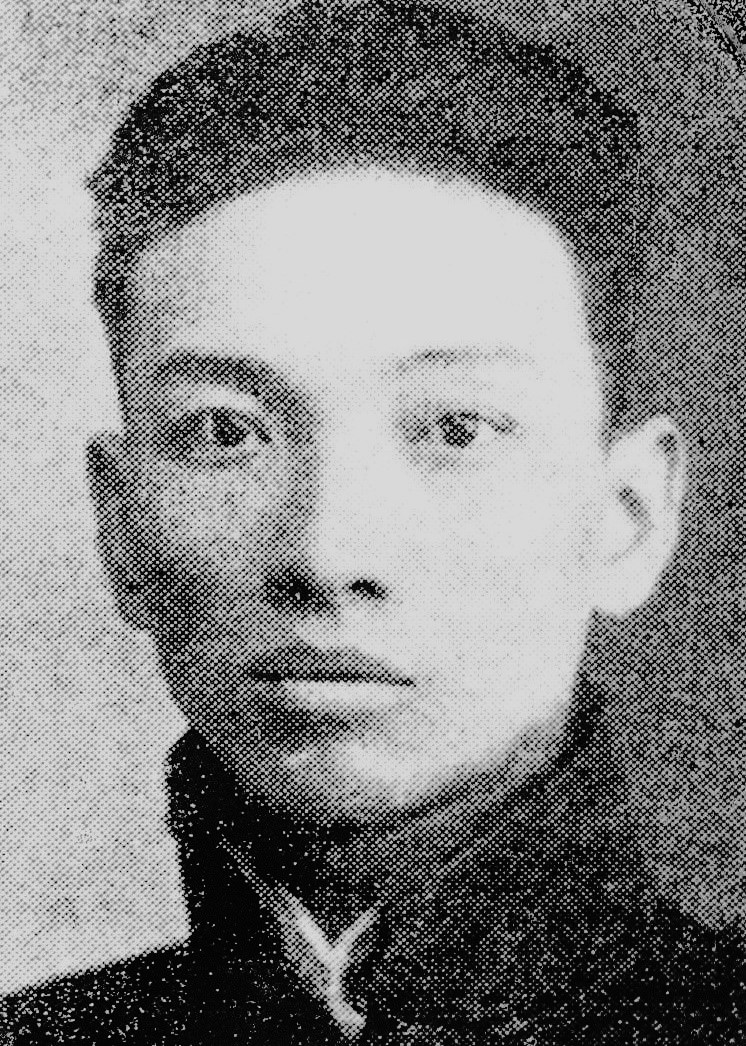
年轻时的区声白

区声白生于1892年，籍贯广东省南海县佛山镇（今属佛山市禅城区）。1913年，区声白自许论博创办的世界语夜校（由广州西关宝源路平民公学附设）第二期毕业。区声白在世界语夜校就读时，同刘师复结识；区声白深受其影响，遂热衷于研究无政府主义思想。1914年，区声白参与无政府共产主义同志社，开始投身无政府主义运动。随后，区声白就读于廣東高等師範學校和北京大学。就读北大期间，他常与毛泽东讨论无政府主义思想。 
1916年，区声白与陆式楷、盛国成等人创建华星世界语传播社。1917年7月，创办不定期刊物《自由录》，进行无政府主义宣传，其亦是主要撰稿人。1918年5月，区声白于《自由录》第二集中发布《平民革命》一文，谴责政府“滥用威权”、“妄施号令”，是“社会之毒瘤”；并主张以革命手段，实现无政府主义。此后，区声白又在《进化》、《群报》、《民钟》等广州无政府主义者主办的刊物上发表宣扬无政府主义的文章。
1920年，区声白、梁冰弦、刘石心等无政府主义者与到广州设立俄罗斯电讯社分社的俄共（布）党员米诺尔、别林斯（Leonid Perlin）一同在广州创立了广东共产党。1920年底，陈独秀应邀来到广州做官，并试图与区声白等人合作。但陈独秀的邀请遭到了区声白等人的拒绝，双方之间的商谈亦无果而终。
1921年3月，陈独秀、谭平山等人与广东共产党的米诺尔、别林斯创立了广州共产党；同时，区声白等无政府主义者退出共产党组织。中国共产党成立后，区声白与陈独秀之间就无政府主义问题在《新青年》杂志上展开论战。《新青年》第九卷第四号特设“无政府主义讨论专辑”，发布了陈独秀同区声白讨论无政府主义问题的六封长信，组成了中国近代史上有名的筆戰。
1921年夏，区声白赴法留学，创办《工余》月刊，继续宣扬无政府主义思想。陈独秀的长子陈延年亦担任《工余》月刊的编辑。1922年，区声白等人编著《无所谓宗教》一书，认为共产主义信仰与宗教信仰并无二致，抨击马克思主义者对共产主义的信仰是一种迷信。
1925年，区声白自法国回国后，担任中山大学的教授。1926年，广东第六次全省教育大会通过了由黄尊生提出的创设世界语师范讲习所、将世界语列入中小学课程的提案。同年7月4日，广州市教育局局长伍大光照案执行，委任黄尊生为讲习所所长。区声白随即入所，襄理校务。1929年至1937年，区声白长期担任广州市市立世界语讲习所所长一职，培育了大量世界语者。1936年间，刘石心出任广州市社会局局长，区声白因而担任广州市社会局第五课課長，负责管理全市的社会教育及影视戏剧事务。
1938年广州沦陷后，区声白同日军扶持的广州市政府合作，出任广州市政府社会局課長、省立广东大学教育学系主任等职。1945年后，区声白逃往港澳，起初在澳门濠江中学教书，后由其子供养，下落不明。据Le Maitron称，区声白隐居于香港新界的一个小农场，并在1973年去世。